# Monosynamma bohemanni
Monosynamma bohemanni är en insektsart som först beskrevs av Carl Fredrik Fallén 1829.  Monosynamma bohemanni ingår i släktet Monosynamma och familjen ängsskinnbaggar. Arten är reproducerande i Sverige. Inga underarter finns listade i Catalogue of Life.